# 동후
동후(본명: 김동후, 1968년 5월 10일 ~ )은 대한민국의 가수이다.

## 학력
- 중앙대학교 신문방송대학원 방송영상뉴미디어 석사

## 음반
- 2007년 화려한 인생
- 2011년 한 번만 / 화려한 인생 / 하늘눈물
- 2013년 내 사랑
- 2014년 동후 가요산책
- 2014년 순애보 / 서울로 가는 소
- 2015년 이별 앞에서
- 2015년 연꽃 사랑
- 2017년 행님아
- 2017년 화려한 인생 / 책상위에 뚝뚝뚝 / 행님아
- 2019년 화려한 인생(리메이크곡)
- 2021년 동후 7집 (황혼의 문턱)

## 수상
- 2008년 제16회 대한민국문화연예대상 가요부문 성인가요 신인가수상
- 2008년 제15회 대한민국 연예예술상 신인가수상 성인가요부문
- 2010년 제16회 대한민국 연예예술상 사회봉사상